# Micky Vainilla
Micky Vainilla es un personaje ficticio creado e interpretado por Diego Capusotto que apareció por primera vez el 2 de junio de 2008 en su programa Peter Capusotto y sus videos. El personaje es una sátira del estereotipo elitista que, convencido de su superioridad, aprovecha cualquier ocasión para expresar su desprecio hacia los que considera inferiores, ya sea por su etnicidad, condición social, vestimenta, etcétera. Normalmente intenta explicar sus prejuicios mediante razonamientos cada vez más absurdos que indefectiblemente terminan traicionando su pensamiento fascista y xenófobo, despertando el repudio tanto del público como del entrevistador, con resultados humorísticos.
Vainilla trabaja como cantante de música pop, pero hay una gran controversia acerca de los temas que toca en sus canciones, como el racismo, la discriminación a la gente pobre y a las mujeres con sobrepeso. Una característica muy notable es su parecido físico con Adolf Hitler, debido a que lleva un peinado y bigote similares a los del dictador. Reforzando este vínculo, en varias ocasiones se lo vio apoyando y mostrando su simpatía por el nazismo. Otra característica es su forma amanerada de actuar, que también parodia los modales de algunas personas de clase media-alta. Sin embargo, Micky siempre niega las acusaciones, simulando no saber qué es. Por ejemplo, suele indicar que solo quiere "ver a los chicos bailar y divertirse" y que "solo hace pop para divertirse, nada más".
Los segmentos de Micky por lo general consisten en él siendo entrevistado por un locutor (Pedro Saborido) que lo critica por los mensajes de sus canciones y que le muestra campañas discriminatorias protagonizadas por Vainilla. Algunos ejemplos son auspiciar a "Pileta La Swastikísima", una piscina en forma de esvástica, donde sólo se permiten niños blancos y rubios, o el videojuego Super Ario Bros. (parodia de Super Mario Bros.), sobre dos hermanos alemanes que golpean a pobres y desamparados con cadenas.
El nombre del personaje está inspirado en el controvertido dúo pop alemán Milli Vanilli, que fue muy popular a principios de los años 1990. Gran parte de las coreografías y el estilo de las canciones están inspiradas en la banda de pop argentina Miranda!

## Lista de canciones
1. "Es una cuestión de piel"
2. "Cruzo la calle ya"
3. "Mi barrio"
4. "Mi country alambrado"
5. "Gordita"
6. "No distingo"
7. "Verano"
8. "Vení a casa"
9. "Beijing"
10. "Que vaya a La Salada"
11. "Conscripción"
12. Homenaje a los Beatles: "Hitler"/"Michelle", "Heil"/"Help!", "Todos juntos ya (sin morochos)"/"All Together Now"
13. "A los pobres hay que entretenerlos"
14. "Duerme, negrito"
15. "Nazi ángeles"
16. "¿Qué tendrá ese mestizo?"
17. "Pop pop populismo"
18. "Pero Heil, ahora veo otro latino"
19. "Canción de la vecindad" (El ario del ocho)
20. "Micky Vainilla y los Reyes Magos"
21. "No es tan malo el populismo"
22. "Pongámosles, un código de barras"
23. "Prevención"
24. "Salta sobre el pobre"

## Referencia política
El 11 de noviembre de 2015, Diego Capusotto comparó este personaje con el entonces candidato Mauricio Macri, al declarar "no imaginarse a un Micky Vainilla como presidente", ya que Capusotto rechaza la política impulsada por Macri.
En el debate presidencial de cara a las elecciones de 2019, el candidato a presidente Nicolás del Caño comparó a Miguel Pichetto, candidato a vicepresidente por Cambiemos con Micky Vainilla, al que acusó de "querer igualar" al personaje de Diego Capusotto.